# Џаспер (Џорџија)
Џаспер (енгл. Jasper) град је у америчкој савезној држави Џорџија. По попису становништва из 2010. у њему је живело 3.684 становника.

## Демографија
Према попису становништва из 2010. у граду је живело 3.684 становника, што је 1.517 (70,0%) становника више него 2000. године.
| Група             | 2000.         | 2010.         |
| Белци             | 1.965 (90,7%) | 3.383 (91,8%) |
| Афроамериканци    | 95 (4,4%)     | 115 (3,1%)    |
| Азијати           | 16 (0,7%)     | 9 (0,2%)      |
| Хиспаноамериканци | 70 (3,2%)     | 138 (3,7%)    |
| Укупно            | 2.167         | 3.684         |